# The Late Late Show with James Corden
The Late Late Show with James Corden (conosciuto anche come Late Late) è stato un talk show televisivo statunitense trasmesso sul network televisivo CBS dal 23 marzo 2015 al 2023 e condotto da James Corden. Il programma, prodotto dalla Fulwell 73 e dai CBS Television Studios, era registrato nello Studio 56 della CBS Television City di Los Angeles dal lunedì al giovedì pomeriggio davanti ad un pubblico dal vivo e andava in onda alle 12:37 sulla costa East e Pacific Daylight Time degli Stati Uniti dal lunedì al venerdì notte dopo il The Late Show with Stephen Colbert.